# Mimudea inclusalis
Mimudea inclusalis là một loài bướm đêm trong họ Crambidae.